# One31
One 31, totalment conegut com a Channel One 31 (Tailandès: สถานีโทรทัศน์ช่องวัน 31) i anomenat One31 o One31 HD, és un canal de televisió digital terrestre tailandès propietat de GMM Grammy. La xarxa ofereix una gran varietat de continguts, com ara drames, programes de varietats, competició, notícies i programes d'entreteniment.
One 31 es va emetre per primera vegada l'1 de desembre de 2011 amb el nom 1-Sky One (วัน-สกายวัน) amb contingut i programes de televisió produïts per empreses de GMM Grammy. L'1 d'abril de 2012 va canviar el seu nom per GMM Z Hitz (จีเอ็มเอ็มแซต ฮิตส์).
L'1 de novembre de 2012, el canal va canviar el seu nom per GMM One. El seu nom actual, One 31, es va adoptar el 2 de desembre de 2015.